# جیم باکر
جیمز اورسن "جیم" باکر (به انگلیسی: James Orsen "Jim" Bakker) (زاده ۱ فوریه ۱۹۴۰) از تلی وانجلیستهای آمریکایی.
او در شبکه پی تی ال مجری برنامه ساعت بشارت انجیل کهن (time Gospel Hour) است. دادگاه شهر شارلوت ایالت کارولینای شمالی در ۶ اکتبر ۱۹۸۹ کلاهبردار تشخیص داد و او را متهم به سوء استفاده از برنامه تلویزیونی اش کرد و وی را محکوم به زندان کرد.